# George Schuyler

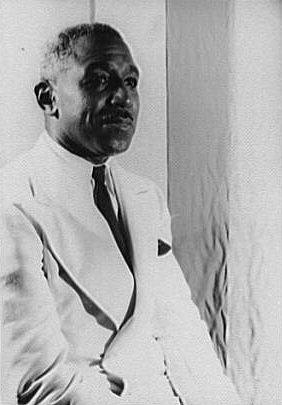
George Schuyler

George Samuel Schuyler (ur. 25 lutego 1895, zm. 31 sierpnia 1977) – amerykański pisarz i dziennikarz, zasłynął satyrą Black No More.

## Życiorys
Urodził się w Providence w stanie Rhode Island. Jego rodzicami byli George Francis i Eliza Jane Schuylerowie. W 1898 przeniósł się do Syracuse. Kiedy miał 17 lat zaciągnął się do armii. Służył w 25 regimencie piechoty, złożonym wyłącznie z Afroamerykanów. Dosłużył się stopnia porucznika. Zniechęcony rasistowskimi szykanami, w 1918 samowolnie oddalił się z jednostki. Schwytany w Chicago, został skazany na dziewięć miesięcy więzienia. Po odbyciu kary wykonywał różne prace w Nowym Jorku. Wstąpił do Socialist Party of America. W 1923 został dziennikarzem w redakcji The Messenger. Później został wydawcą Pittsburgh Courier. W 1928 ożenił się z malarką Josephine E. Lewis. Miał córkę Philippę. Zginęła ona w katastrofie śmigłowca w 1967. W 1943 napisał artykuł pod tytułem A Long War Will Aid the Negro, w którym dowodził, że długotrwałe walki wyczerpią rezerwy ludzkie i armia stanie przed koniecznością masowego wcielania Afroamerykanów. Widział w tym szansę na emancypację obywateli pochodzenia afrykańskiego. Po drugiej wojnie światowej, w epoce makkartyzmu, zmienił poglądy na radykalnie konserwatywne. Związał się z pismem American Opinion, organem prawicowego John Birch Society. Jako jeden z nielicznych Afroamerykanów uważał Ruch praw obywatelskich za inspirowany z zewnątrz spisek przeciwko Ameryce. W 1966 wydał autobiografię Black and Conservative.